# 2013年歐洲冠軍聯賽決賽
2013年欧洲冠军联赛决赛是2012-13赛季欧洲冠军联赛的决赛，这是欧洲足联举办的第58届欧洲顶级俱乐部足球赛事，也是欧洲冠军杯更名为欧洲冠军联赛之后的第21个赛季。比赛于2013年5月25日在英国伦敦的温布利球场举行，对阵双方均为来自德甲的俱乐部——普鲁士多特蒙德和拜仁慕尼黑。在首度由全德国球队参与的欧冠决赛中，拜仁凭借马里奥·曼祖基奇和全场最佳球员阿尔扬·罗本的入球以2比1获胜，而伊尔卡伊·京多安则以点球为多特蒙德扳回一城。
一周后，拜仁又夺得2013年德国足协杯，加上此前已经赢得的2013年德甲联赛冠军，实现欧洲三冠王。作为欧洲冠军联赛的优胜者，拜仁有资格与2012–13年歐霸盃冠军切尔西角逐2013年歐洲超級盃，也获得了代表欧洲足联入围2013年国际足联俱乐部世界杯半决赛的权利。它们最终赢得了这两项赛事的冠军。

## 场地

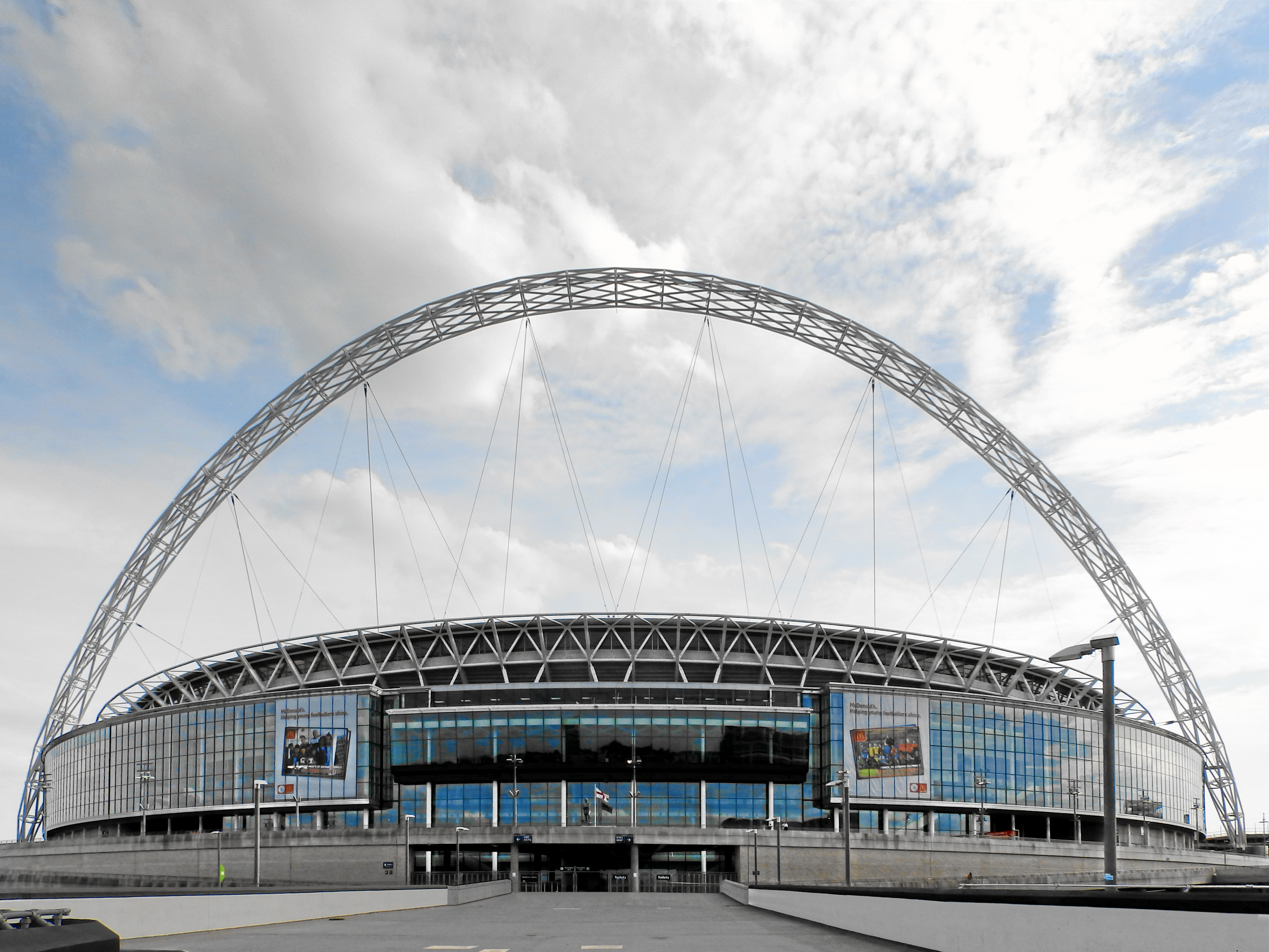
溫布萊球場為本屆歐冠決賽的比賽場館。

2011年6月16日，即距离同样在温布利球场举行的2011年歐洲冠軍聯賽決賽之后尚不足一个月的时候，欧洲足联执行委员会便在尼永宣布，2013年欧洲冠军联赛决赛也将在温布利举行。作为英格兰的國家體育場以及英格兰足球代表队的主场，温布利就此成为了赛事历史上首座于三年内两度举办决赛的体育场。在谈及两场决赛之间的间隔短暂时，欧洲足联主席解释称是为了庆祝全球第一家足球协会——英格兰足球总会成立150周年。这是温布利继1963年、1968年、1971年、1978年、1992年和2011年之后，第七次举办欧洲顶级俱乐部赛事的决赛，也是主办决赛最为频繁的体育场。
原始的温布利球场曾举办过五届欧洲冠军杯决赛。其中1968年和1978年的决赛都是由英格兰球队赢得的：曼彻斯特联于1968年以4比1击败本菲卡，利物浦于1978年以1比0战胜布鲁日；本菲卡同样输掉了1963年的决赛，以1比2不敌AC米兰；而阿贾克斯则在1971年的温布利以2:0击败帕纳辛奈科斯，赢得了欧洲三连冠的第一冠。在1992年的决赛中，西班牙俱乐部巴塞罗那在欧冠决赛中以1比0击败了意大利球队桑普多利亚，随后的赛季便开始改称为如今的欧洲冠军联赛。
体育场原本是为1923年的大英帝国博览会而建，因此最初被称作“帝国体育场”。那年，它举办了第一届足总杯决赛，有近20万观众涌入观看博尔顿与西汉姆联之间的对决。英格兰足球代表队于1966年世界杯中的所有比赛都在温布利举行，其中包括以4比2战胜西德的决赛，以及1996年欧锦赛。原体育场于2000年关闭，三年后被拆除，取而代之的是一座可容纳9万人的竞技场，于2007年开放。新场地举办了2011年歐洲冠軍聯賽決賽，这是两年前决赛巴塞罗那对阵曼彻斯特联的重演。最终巴塞罗那以3比1胜出，夺得了它们的第四个欧洲冠军。

## 背景
这是欧洲冠军联赛（和欧洲冠军杯）历史上首次有兩支德國球隊會師決賽。在此之前，曾有三次欧冠决赛是由来自同一国家的两支球队包办，分别为2000年（西班牙）、2003年（意大利）和2008年（英格兰）。
这是拜仁慕尼黑第十次晋身欧洲冠军联赛/欧洲冠军杯决赛，在历史上仅次于皇家马德里（12次）和AC米兰（11次）而排名第三。它们赢得了其中的四场决赛：1974年、1975年、1976年以及对上一次的2001年。2013年决赛是拜仁近四年来的第三次决赛；他们于2010年和2012年（作为自1984年以来首支在主场参加决赛的球队）都输掉了比赛，于1982年、1987年和1999年的决赛中也以失败告终。
对于普鲁士多特蒙德而言，这是它们的第二场欧冠决赛，它们曾于1997年赢得了首个冠军。而在作为卫冕冠军的1997–98赛季，它们又于四分之一决赛中以1比0的总比分淘汰拜仁，直至半决赛才被尤普·海因克斯执教的皇家马德里所击败（总比分0比2）。
2003年，拜仁曾向几近破产的多特蒙德提供了一笔200万欧元的无抵押贷款，这笔贷款后来得到偿还。拜仁与多特蒙德之间的激烈的竞争在德国被称为“经典德比”（Der Klassiker），这种竞争在1990年代便开始盛行。在2011-12赛季，多特蒙德于德甲和德国足协杯双双夺冠，而拜仁于这两项赛事均屈居亚军；在多特蒙德锁定联赛冠军的主场比赛中，拜仁门将曼努埃尔·诺伊尔甚至被扔香蕉。至2012-13赛季，拜仁则力压多特蒙德重夺两项赛事以及德国超级杯的锦标。就在多特蒙德参加欧冠半决赛之前，有消息称它们的本土球星马里奥·格策将以3700万欧元的价格转会拜仁，自2013-14赛季起为后者效力；有评论认为，此举可能会让富裕的拜仁与德甲其他球队之间的差距进一步拉大。两支球队于2012-13赛季德甲的最后一次交锋以1比1结束，比赛进程激烈，拜仁的拉芬拿因为肘击多特蒙德的雅庫布·布瓦什奇科夫斯基而被罚下，这引发了多特蒙德主教练尤尔根·克洛普和拜仁体育主管马蒂亚斯·萨默尔在边线上的争执。当多特蒙德和拜仁于欧冠半决赛中分别淘汰西班牙豪门皇家马德里和巴塞罗那后，媒体纷纷使用“权力更迭”和“换岗”等字眼。

## 晉級過程
注：下方比赛比分中，决赛队的得分在前。
| 排名 | 隊伍       | 賽 | 分 |
| ---- | ---------- | -- | -- |
| 1    | 多蒙特     | 6  | 14 |
| 2    | 皇家馬德里 | 6  | 11 |
| 3    | 阿積士     | 6  | 4  |
| 4    | 曼城       | 6  | 3  |

| 排名 | 隊伍       | 賽 | 分 |
| ---- | ---------- | -- | -- |
| 1    | 拜仁慕尼黑 | 6  | 13 |
| 2    | 瓦伦西亚   | 6  | 13 |
| 3    | 巴迪       | 6  | 6  |
| 4    | 里爾       | 6  | 3  |

### 普鲁士多特蒙德
普鲁士多特蒙德赢得了2011-12赛季德甲联赛冠军，这是其俱乐部历史上的第八个以及连续第二个德国足球冠军，从而获得了入围欧洲冠军联赛分组赛的资格。在分组赛阶段，它们与欧冠夺冠纪录保持者、西班牙的皇家马德里，以及荷兰班霸阿贾克斯和英格兰豪门曼彻斯特城一起被分入D组，被媒体称为“死亡之組”。但在与这三支去季各自联赛的冠军的交锋中，多特蒙德均保持不败，以四胜两平的分组头名身份出线。
至八分之一决赛，它们在面对乌克兰冠军顿涅茨克矿工时先是在首回合客场以2比2逼平对手，回到主场后再已3比0大胜晋级。尤尔根·克洛普的于球队在四分之一决赛将对阵西班牙俱乐部马拉加，首回合尽管场面占尽优势，却也只能收获一场0比0的平局。回到西格纳伊度纳公园后，普鲁士人则在比赛第90分钟时仍以1比2落后，但依靠馬爾科·羅伊斯和分别于补时第1及第2分钟的入球而以3比2反败为胜，涉险过关。
在半决赛中，多特蒙德再次遭遇以分组次名晋级的皇家马德里。罗伯特·莱万多夫斯基于首回合包办了己方的全部入球，帮助球队以4比1取得赛季主场最大比分胜利。因此，即便次回合在伯纳乌以0比2失利，多特蒙德仍得以凭借4比3的总比分进军决赛。

### 拜仁慕尼黑

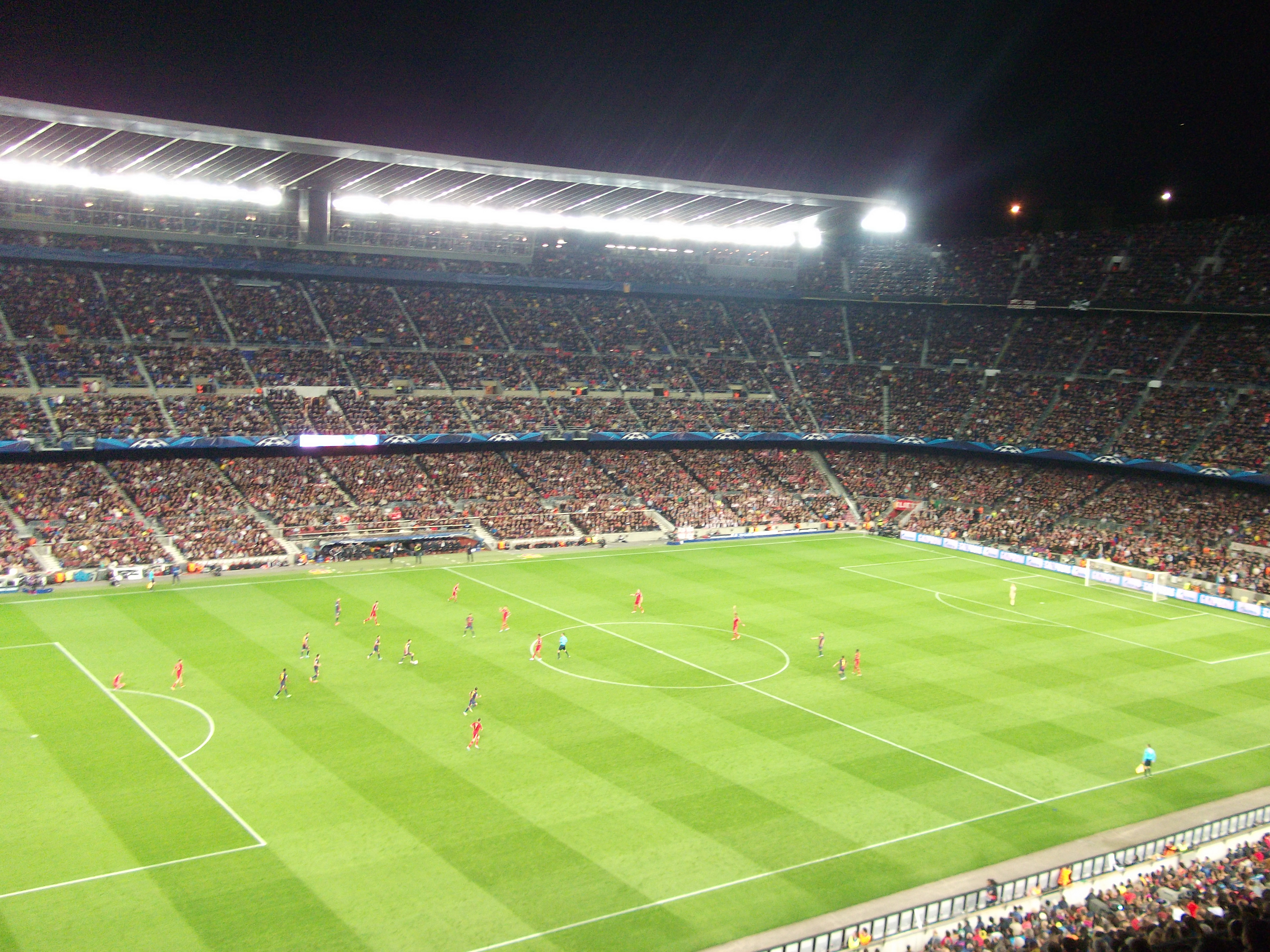
半决赛次回合，拜仁在诺坎普以3比0击败巴塞罗那

拜仁慕尼黑是以2011-12赛季德甲联赛亚军的身份入围欧洲冠军联赛分组赛。在分组赛阶段，它们与西甲季军巴伦西亚、白俄罗斯冠军鲍里索夫以及法甲季军里尔一同被分入F组。尽管曾在客场爆冷以1比3不敌鲍里索夫，尤普·海因克斯的团队仍取得四胜一平一负的成绩，与巴伦西亚同积14分，惟凭借较佳的对战成绩（主场2比1、客场1比1）成为分组头名。
拜仁在淘汰赛首战将前往伦敦挑战英超季军阿森纳。在此之前，拜仁欧冠赛场客战英格兰球队已遭遇4连败，其上次在英伦作客赢球还得追溯至12年前。但此时德甲巨人无论是在场面还是比分都完全压倒了主场作战的阿森纳，并依靠托尼·克罗斯、托马斯·穆勒和马里奥·曼祖基奇的入球而以3比1获胜。因此，回到安联竞技场的拜仁尽管以0比2失利，双方总比分战成3比3，拜仁仍旧凭借客场进球优势晋级八强。
八分之一决赛中的唯一一场豪门直接对话便是由拜仁慕尼黑对阵意甲冠军尤文图斯。自2009年主场1比4负于拜仁后，意大利在接下来的11场欧战主场取得了六胜五平的佳绩，于该赛季的欧冠联赛中也未尝败绩。但拜仁通过主、客场的两个2比0终结了这一纪录，并以4比0的总比分晋级半决赛。
拜仁在半决赛中的对手是来自西班牙的豪门巴塞罗那，后者已是连续第六年挺进欧冠四强。但首回合在慕尼黑，巴萨的头号球星却因伤缺阵，拜仁遂凭借穆勒的梅开二度以及罗本、戈麦斯的各入一球而以4比0完胜对手，创造了欧冠半决赛最悬殊比分。至次回合，士气正盛的拜仁于客场再以3比0取胜，并以7比0的悬殊总比分昂首晋级决赛。

## 赛前

### 大使
曾两次夺得欧洲冠军联赛冠军的前英格兰国脚被任命为决赛的官方大使。

### 开幕式

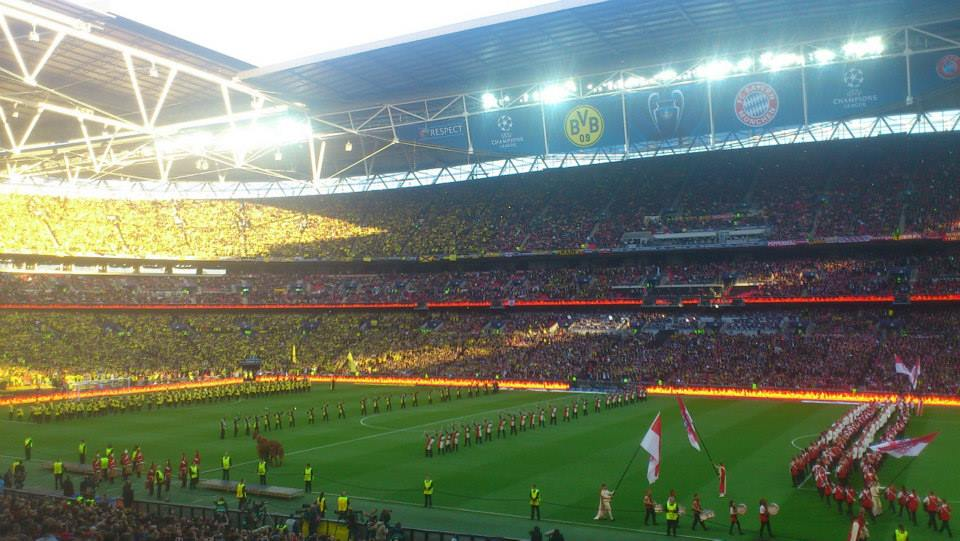
开幕式现场

开幕式由的行政助理、王子信托基金大使哈米什·詹金森（Hamish Jenkinson）和他的商业伙伴约翰尼·格兰特（Jonny Grant）共同执导。后者曾执导过同样在温布利举行的2011年决赛开幕式。开幕式短片名为“王者之战”（Battle of Kings），制作方为联合电影公司（Films United）。它是由格里戈里·里希特斯及其制作伙伴亚历克斯·苏亚布尼（Alex Souabni）执导和制作的，两人都曾是凱文·斯貝西和詹金森在伦敦舊維克劇場的驻场制片人。这部短片主要讲述了活动家和筹款人斯蒂芬·萨顿的故事，他也是表演者之一。

### 比赛用球
决赛的比赛用球是阿迪达斯提供的“决战温布利”，其特征延续了与此前三次决赛相同的星形设计。皮球的主体为白色，每颗星星则为蓝色，并带有黄色的图案和紫色的镶边。12颗星中有6颗的设计可令人联想起之前6次在温布利球场举行的欧冠决赛。该球于2013年1月30日发布，并用于2012-13赛季欧冠淘汰赛阶段的所有比赛。

### 票务

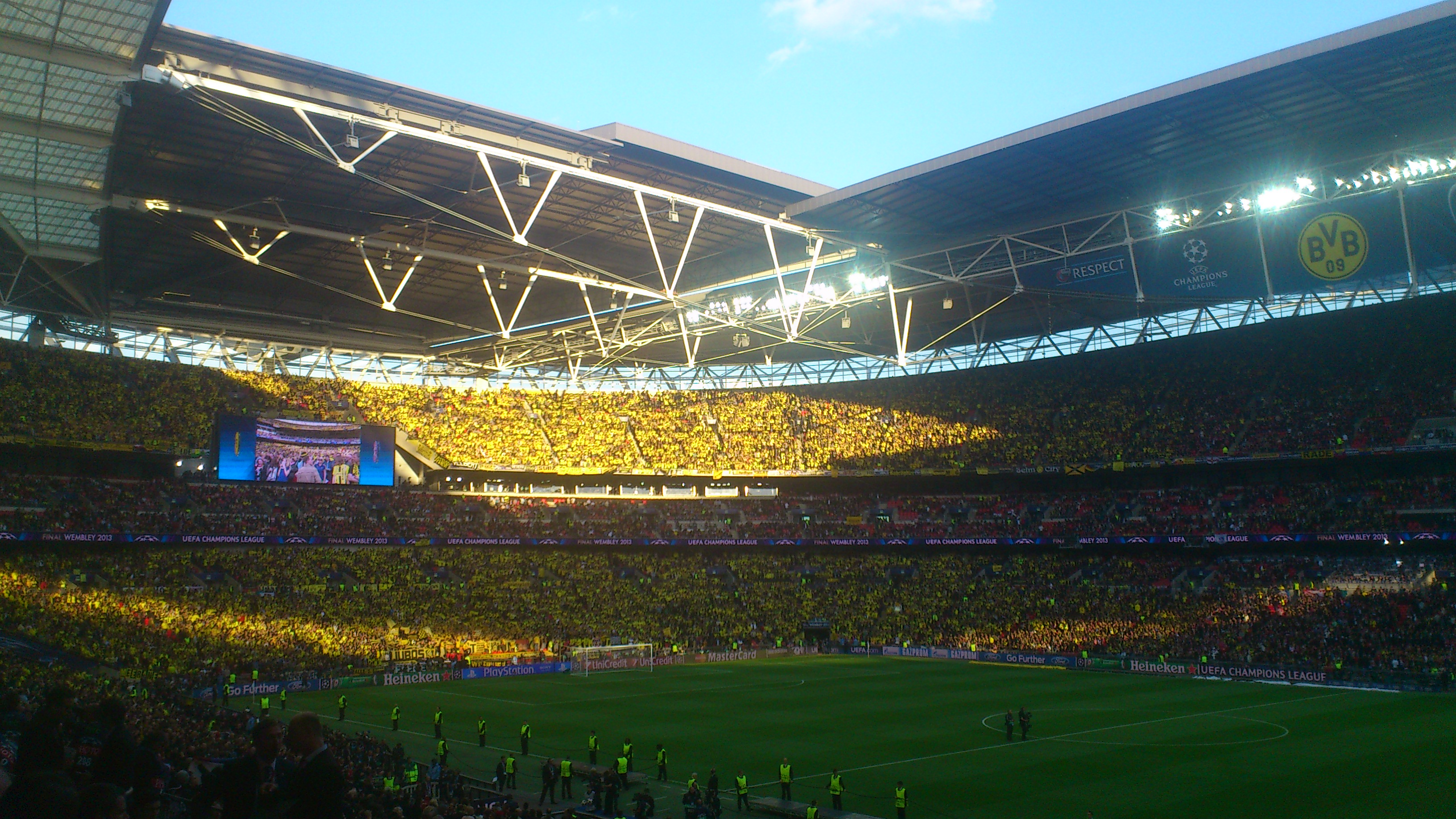
赛前在温布利的多特蒙德球迷

面向公众的国际门票发售阶段从2013年2月11日持续至3月15日。门票价格体系分为四档，由高至低分别为:330英镑、230英镑、140英镑和60英镑。由于市场对门票的需求量巨大，分配是由抽奖决定的。
两个进入决赛的俱乐部各分得25000张票。普鲁士多特蒙德收到了502567份球票申请，而来自拜仁慕尼黑的球票订单约为250000份。两个俱乐部都使用抽签作为奖励门票的手段。

### 相关活动
依照每年的惯例，2013年4月19日，在白厅国宴厅举行的特别仪式上，欧洲冠军联赛和欧洲女子冠军联赛的冠军奖杯被呈递予主办城市。从欧洲足联主席手中接过奖杯的是英国体育及奥运部长休·罗伯逊和伦敦市长体育专员凯特·霍伊。前一赛季赛事冠军的代表是来自切尔西的、和，以及来自里昂女队的洛塔·谢林。同样出席仪式的还有两位决赛大使格雷姆·勒索克斯和费伊·怀特，以及英格兰足总主席大卫·伯恩斯坦；他们负责通过伦敦的公共交通系统将奖杯从斯坦福桥护送至国宴厅。
“欧洲足联冠军节”（UEFA Champions Festival）于2013年5月23日至26日在斯特拉特福德城的国际区、即伊丽莎白女王奥林匹克公园旁边举行。
2013年欧洲女子冠军联赛决赛于2013年5月23日在伦敦的斯坦福桥举行，对阵双方为沃尔夫斯堡和里昂。凭借马蒂娜·穆勒射入的全场唯一入球，沃尔夫斯堡赢得了比赛。这使得同一国家首次在同一年度同时赢得了欧洲俱乐部的男子和女子冠军。

## 決賽

### 两队消息
普鲁士多特蒙德的马里奥·格策将于夏季加盟拜仁慕尼黑，但由于跟腱受伤而错过这场比赛，自半决赛对阵皇家马德里的第二回合比赛以来，他便一直没有登场。右后卫盧卡斯·皮什切克尽管将进行髋关节手术，但仍然确定带伤上阵，而中后卫马茨·胡梅尔斯则及时从脚踝扭伤中恢复。拜仁慕尼黑则有后卫霍尔格·巴德施图伯无法出场，他因膝盖受伤将缺阵10个月，而托尼·克罗斯也尚未从四分之一决赛中遭受的伤病恢复过来。

### 比赛概况
多特蒙德在比赛的前半小时占据统治地位，对拜仁施加了巨大的压力。曼努埃尔·诺伊尔于前35分钟作出了五次重要扑救，其中包括来自罗伯特·莱万多夫斯基的两脚射门和馬可·羅伊斯的一脚射门。尽管占据主导地位，多特蒙德却未能将多次有威胁的攻势转化为得分，因为诺伊尔仅有的一次艰难扑救是来自雅库布·布瓦什奇科夫斯基，他的临空抽射近角被拜仁门将挡出底线。另一边厢，马里奥·曼朱基奇的头球也被羅曼·維丹費拿救下，而哈维·马丁内斯随后接应角球的头球攻门则越过门楣。双方于上半场未能分出高下；尽管多特蒙德在初期阶段主导比赛，但拜仁仍然能够通过阿尔扬·罗本创造出几次机会，并迫使魏登费勒作出了三次扑救。多特蒙德能够创造出多次机会很大程度上得益于菲利普·拉姆异常糟糕的表现，后者在自己的半场曾两次把球直接传给多特蒙德。
拜仁其后主动出击，并于第60分钟首开记录，当时罗本和弗兰克·里贝里联袂配合帮助曼朱基奇完成左脚射门，皮球从三码外越过马塞尔·施梅尔策入网。不久之后，丹特在己方禁区内抬脚踏中罗伊斯，意大利主裁判尼古拉·列佐里果断判罚点球，并由伊尔卡伊·京多安操刀射入——他的低射钻入球门左下角，而诺伊尔则扑错了方向。几分钟后，拜仁本有机会重新获得领先：当托马斯·穆勒晃过魏登费勒并试图传给罗本时，皮球滚向空门，但内文·苏博蒂奇奋力赶到最后的防线将球清出，从而避免了被罗本托入网窝。比赛临近结束时，随着大卫·阿拉巴的一记远射迫使魏登费勒作出扑救，拜仁看起来似乎更有可能进球。片刻之后，罗本送出的一记直传球使多特蒙德防线遇冷，导致拜仁的穆勒和曼朱基奇以二对一直面魏登费勒。苏博蒂奇再次为多特蒙德解围，他能够赶上穆勒并迫使对方送出一记糟糕的传球，从而使曼朱基奇的接应角度过窄，射门偏出网侧。至常规时间尚余1分钟时，里贝里用一记脚后跟传球给罗本；这名荷兰边锋突破了对方防线，在距离球门8码的地方，左脚一脚低射穿过出击的魏登费勒，取得了致胜的进球。

### 比赛详情
| 2013年5月25日 19:45 BST |

| 多特蒙德       | 1–2  | 拜仁慕尼黑              |
| -------------- | ---- | ----------------------- |
| 京多安 68'（） | 報告 | 曼朱基奇 60' · 罗本 89' |

| 倫敦溫布萊球場 觀眾人數：86,298 ：尼古拉·列佐里（） |

| 多特蒙德 | 拜仁慕尼黑 |

| 門將   | 1  | 羅曼·維丹費拿（c）      |     |       |
| 後衛   | 26 | 盧卡斯·皮什切克         |     |       |
| 後衛   | 4  | 内文·苏博蒂奇           |     |       |
| 後衛   | 15 | 麥斯·曉姆斯             |     |       |
| 後衛   | 29 | 马塞尔·施梅尔策         |     |       |
| 中場   | 8  | 伊爾卡伊·京多安         |     |       |
| 中場   | 6  | 德国                    |     | 90+2' |
| 翼鋒   | 16 | 雅庫布·布瓦什奇科夫斯基 |     | 90+1' |
| 中場   | 11 | 馬爾科·羅伊斯           |     |       |
| 翼鋒   | 19 | 德国                    | 73' |       |
| 前鋒   | 9  | 罗伯特·莱万多夫斯基     |     |       |
| 後備:  |    |                         |     |       |
| 門將   | 20 | 米切爾·朗格拉克                 |     |       |
| 後衛   | 27 | 巴西                    |     |       |
| 中場   | 5  | 德国                    |     |       |
| 中場   | 7  | 德国                    |     |       |
| 中場   | 18 | 土耳其                  |     | 90+2' |
| 中場   | 21 | 德国                    |     |       |
| 前鋒   | 23 | 德国                    |     | 90+1' |
| 教練： |    |                         |     |       |
| 德国   |    |                         |     |       |

| 門將        | 1  | 曼努埃尔·诺伊尔       |     |       |
| 後衛        | 21 | 菲利普·拉姆（c）      |     |       |
| 後衛        | 17 | 謝洛美·保定           |     |       |
| 後衛        | 4  | 丹特                  | 29' |       |
| 後衛        | 27 | 大衛·阿拉巴           |     |       |
| 中場        | 8  | 查維·馬天尼斯         |     |       |
| 中場        | 31 | 巴斯蒂安·施魏因斯泰格 |     |       |
| 翼鋒        | 10 | 阿扬·罗本             |     |       |
| 中場        | 25 | 湯馬士·梅拿           |     |       |
| 翼鋒        | 7  | 弗兰克·里贝里         | 73' | 90+1' |
| 前鋒        | 9  | 马里奥·曼祖基奇       |     | 90+4' |
| 後備:       |    |                       |     |       |
| 門將        | 22 | 汤姆·施塔克           |     |       |
| 後衛        | 5  | 丹尼尔·范比滕         |     |       |
| 中場        | 11 | 杰尔丹·沙奇里         |     |       |
| 中場        | 30 | 路易斯·古斯塔沃       |     | 90+1' |
| 中場        | 44 | 阿纳托利·季莫什丘克   |     |       |
| 前鋒        | 14 | 克劳迪奥·皮萨罗       |     |       |
| 前鋒        | 33 | 馬里奧·高美斯         |     | 90+4' |
| 教練：      |    |                       |     |       |
| 積普·希基斯 |    |                       |     |       |

| 歐洲足協最佳球員： 阿尔扬·罗本（拜仁慕尼黑） 球迷評選最佳球員： 曼努埃尔·诺伊尔（拜仁慕尼黑） 助理裁判： 雷纳托·法维拉尼（） 安德烈·斯特凡尼（） 第四官员： 達米爾·斯科米納（） 附加助理裁判： 詹盧卡·羅基（） 保罗·塔伊亚文托（） | 比賽規則 - 90分鐘正規賽 - 如有需要將舉行30分鐘加時賽 - 如過仍平手，則會進行互射十二碼 - 每邊7名替補球員 - 每邊可換3名替補球員上場 |

### 技术统计
|      | 多特蒙德 | 拜仁 |
| ---- | -------- | ---- |
| 入球 | 0        | 0    |
| 射门 | 7        | 5    |
| 射正 | 5        | 3    |
| 扑救 | 3        | 5    |
| 控球 | 40%      | 60%  |
| 角球 | 5        | 3    |
| 犯规 | 5        | 2    |
| 越位 | 0        | 2    |
| 黄牌 | 0        | 1    |
| 红牌 | 0        | 0    |

|      | 多特蒙德 | 拜仁 |
| ---- | -------- | ---- |
| 入球 | 1        | 2    |
| 射门 | 5        | 9    |
| 射正 | 3        | 6    |
| 扑救 | 4        | 1    |
| 控球 | 44%      | 56%  |
| 角球 | 1        | 5    |
| 犯规 | 6        | 5    |
| 越位 | 1        | 2    |
| 黄牌 | 1        | 1    |
| 红牌 | 0        | 0    |

|      | 多特蒙德 | 拜仁 |
| ---- | -------- | ---- |
| 入球 | 1        | 2    |
| 射门 | 12       | 14   |
| 射正 | 8        | 9    |
| 扑救 | 7        | 6    |
| 控球 | 42%      | 58%  |
| 角球 | 6        | 8    |
| 犯规 | 11       | 7    |
| 越位 | 1        | 4    |
| 黄牌 | 1        | 2    |
| 红牌 | 0        | 0    |

## 赛后
普鲁士多特蒙德的主教练尤尔根·克洛普评论称，漫长的赛季让多特蒙德疲于应对。他表示，“在经历了一个艰难的赛季后，比赛已经很迟了，从第75分钟开始我们就非常艰难，但我们应该进入决赛，今晚我们证明了这一点”。多特蒙德的后卫马茨·胡梅尔斯说，这场比赛非常接近也实在令人失望，他们在前25分钟表现不错，但错失了所需的进球。拜仁主教练尤普·海因克斯则表示“我们取得了一些特殊的成就”。

### 收视率
在德国，共有2161万观众收看了决赛的电视转播，其中德国电视二台的收视份额约占61.9%；而在14至49岁的人群中则录得851万观众，约占市场份额的62.5%。有及于此，德国电视二台创造了德国有史以来，收看欧洲冠军联赛比赛人数最多的纪录。
在全球范围内，则有逾3.6亿人收看了决赛的电视直播。

## 趣事
- 上屆舉辦決賽的國家

最近数届欧冠决赛出现了一个现象，就是上屆舉辦決賽的國家，本屆必定成爲最後冠軍：
| 決賽年份 | 當屆冠軍   | 比分          | 對手       | 上屆決賽舉辦球場   |
| -------- | ---------- | ------------- | ---------- | ------------------ |
| 2010年   | 國際米蘭   | 2–0           | 拜仁慕尼黑 | 羅馬奧林匹克體育場 |
| 2011年   | 巴塞隆拿   | 3–1           | 曼聯       | 班拿貝球場         |
| 2012年   | 車路士     | 1–1（P: 4–3） | 拜仁慕尼黑 | 溫布萊球場         |
| 2013年   | 拜仁慕尼黑 | 2–1           | 多蒙特     | 慕尼黑球場*        |

但隨著車路士於2013–14年歐洲聯賽冠軍盃四強被馬德里體育會以3-1的比數淘汰，全部英格蘭球隊都確定出局，該現象已經結束。
註：原名為安聯球場。由於歐洲足協避免球場以贊助商冠名，及安聯非歐洲足協特約贊助商，故球場在決賽時改稱慕尼黑球場。
- 最後冠軍曾經打敗巴塞隆拿

在2008年起，凡是最終淘汰掉巴塞隆納的球隊，必定成爲最後冠軍（空下的2009和2011兩個賽季由巴塞隆納奪冠）
| 決賽年份 | 當屆冠軍   | 打敗巴塞隆納的回合 | 打敗巴塞隆納的比分(兩回合) |
| -------- | ---------- | ------------------ | -------------------------- |
| 2008年   | 曼聯       | 準決賽             | 1-0                        |
| 2010年   | 國際米蘭   | 準決賽             | 3–2                        |
| 2012年   | 車路士     | 準決賽             | 3-2                        |
| 2013年   | 拜仁慕尼黑 | 準決賽             | 7–0                        |

但同樣在13-14歐冠賽季，於八強賽以2-1淘汰巴塞隆納的馬德里體育會決賽時在延長賽被皇家馬德里1-4淘汰，此現象也已經結束。